# Дель Валье, Йонатан
Йонатан Александр Дель Валье Родригес (исп. Yonathan Alexander Del Valle Rodríguez; род. 28 мая 1990, Гуакара, Венесуэла) — венесуэльский футболист, нападающий клуба «Газиантеп» и сборной Венесуэлы.

## Клубная карьера
Начал профессиональную карьеру в клубе «Унион Атлетико Маракайбо». В 2007 году он начал свои выступления за основной состав команды. По окончании сезона Йонатан покинул клуб и подписал контракт с «Депортиво Тачира». В 2008 году он дебютировал в венесуэльской Примере. 21 марта 2010 года в матче против «Яракуянос» Дель Валье забил свой первый гол за команду. В 2011 году Йонатан стал чемпионом страны. Летом 2011 года он перешёл во французский «Осер», но из-за высокой конкуренции выступал только за дублирующую команду. Спустя год Дель Валье был отдан в аренду в португальский «Риу Аве». 18 августа 2012 года в матче против «Маритиму» он дебютировал в Сангриш лиге. 25 ноября в поединке против «Витории Сетубал» Йонатан сделал «дубль», забив свои первые голы за «Риу Аве».
В начале 2014 года Дель Валье вновь был отдан в аренду, его новым клубом стал «Пасуш де Феррейра». 12 января в матче против «Академики» из Коимбры он дебютировал за новую команду. 5 февраля в поединке против «Ольяненсе» Йонатан сделал дубль, забив свои первые голы за «Пасуш де Феррейра».
Летом 2014 года контракт Дель Валье выкупил «Риу Аве», за который он до этого выступал на правах аренды. В матчах Лиги Европы против датского «Ольборга» и румынского «Стяуа» Йонатан забил три гола. Летом 2015 года он на правах аренды перешёл в турецкий «Касымпаша». 16 августа в матче против «Газиантепспора» Дель Валье дебютировал в турецкой Суперлиге. В этом же поединке он забил свой первый гол за новую команду.
Летом 2016 года на правах аренды перешёл в «Бурсаспор». В матче против «Аданаспора» он дебютировал за новый клуб. 1 октября в поединке против «Газиантепспора» Дель Валье забил свой первый гол за «Бурсаспор». Летом 2017 года Йонатан был отдан в аренду в «Газиантеп». 8 сентября в матче против «Аданаспора» он дебютировал в Первой лиге Турции. В этом же поединке Дель Валье забил свой первый гол за «Газишехир».

## Международная карьера
В 2009 году в составе молодёжной сборной Венесуэлы Дель Валье принял участие в молодёжном чемпионате мира в Египте. На турнире он сыграл в матчах против команд Нигерии, Таити, Испании и ОАЭ. В поединках против таитян и нигерийцев Йонатан забил четыре гола.
13 мая 2009 в товарищеском матче против сборной Коста-Рики дебютировал за сборную Венесуэлы.
В 2016 принял участие в Кубке Америки в США. На турнире он сыграл в матчах против команд Мексики и Аргентины.

## Достижения
«Депортиво Тачира»
- Чемпион Венесуэлы: 2010/11